# Sturzkampfgeschwader 163
Sturzkampfgeschwader 163 (dobesedno slovensko: Bližinskobojni polk 163; kratica StG 163) je bil jurišni (strmoglavni jurišnik) letalski polk (Geschwader) v sestavi nemške Luftwaffe med drugo svetovno vojno.

## Organizacija
- štab
- I. skupina
- II. skupina[1]